# E/OS LX
 (décembre 2017).
Si vous disposez d'ouvrages ou d'articles de référence ou si vous connaissez des sites web de qualité traitant du thème abordé ici, merci de compléter l'article en donnant les références utiles à sa vérifiabilité et en les liant à la section « Notes et références ».
E/OS LX est un système d'exploitation se voulant compatible pour les programmes et les pilotes avec Windows, MS-DOS et Linux. Il s'agit davantage d'un défi technologique, sans grand espoir de produit final grand public. Il est diffusé sous licence GNU GPL version 2.
Le projet E/OS est né en 1995.
Il est basé sur des parties de Linux, de FreeBSD, de ReactOS et des sources de Wine.
Le projet est arrêté en 2005 à la suite du décès de son principal programmeur: le Dr. Miguel Ernesto Emanuel Chanampa .